# 報時球

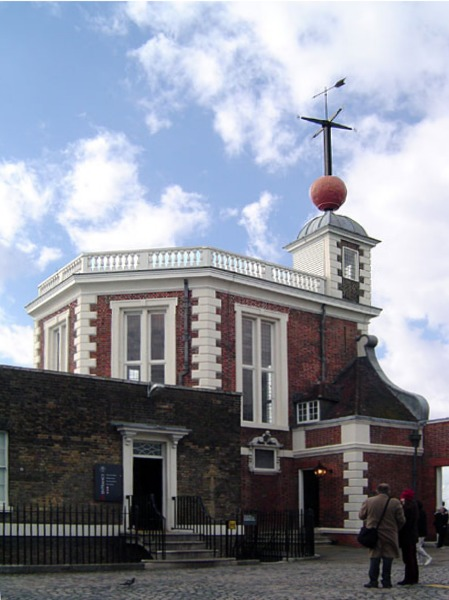
ロンドンのグリニッジ天文台。 1833年に設置された報時球は、オクタゴンルームの上にある

報時球（ほうじきゅう）またはタイムボール（英語: time ball）とは、時刻を知らせる装置。これは、主に洋上の航海士が緯度を調べるのに使うマリンクロノメーターの設定を確認するために、塗装された木製または金属製の大きなボールを所定の時刻に落下させるものである。海上で経度の測定を行うためには、正確なグリニッジ標準時を示すクロノメーターと星の位置から現在地を知る天測を用いる必要があったためである。
報時球の本来の役割は水晶式電子時計や電波時計に取って代わられたが、歴史的な観光資源として現役で稼働しているものもある。

## 歴史

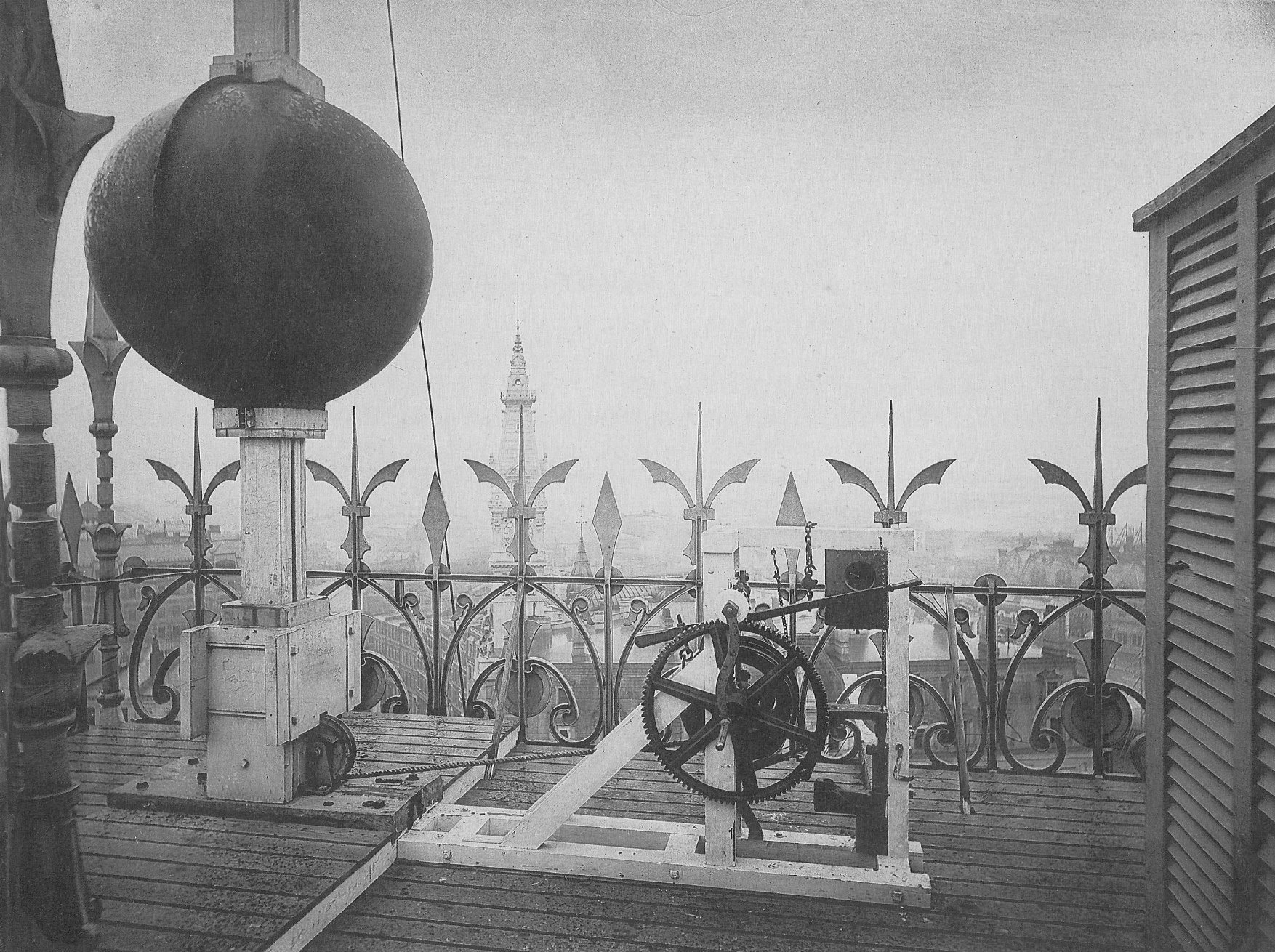
ボストンの報時球（1881）

古来より、小さなボールを落とすことで、人々に時刻を示すことが行われていた。プロコピオスの『建築史』でも記されている通り、アレクサンダー後の時代のガザの街のように、街の主要な広場にはこの仕組みを用いた古代ギリシャの時計が設置されていた。時球儀は、太陽と星の位置の通過観測に従って時刻を設定する。元来、それらは天文台に設置するか、天文台の時間と厳密に合わせられた非常に正確な時計を手動で維持する必要があった。1850年頃に電信が導入された後、報時球は地方平均時の発信源から離れた場所に配置され、遠隔操作されるようになった。

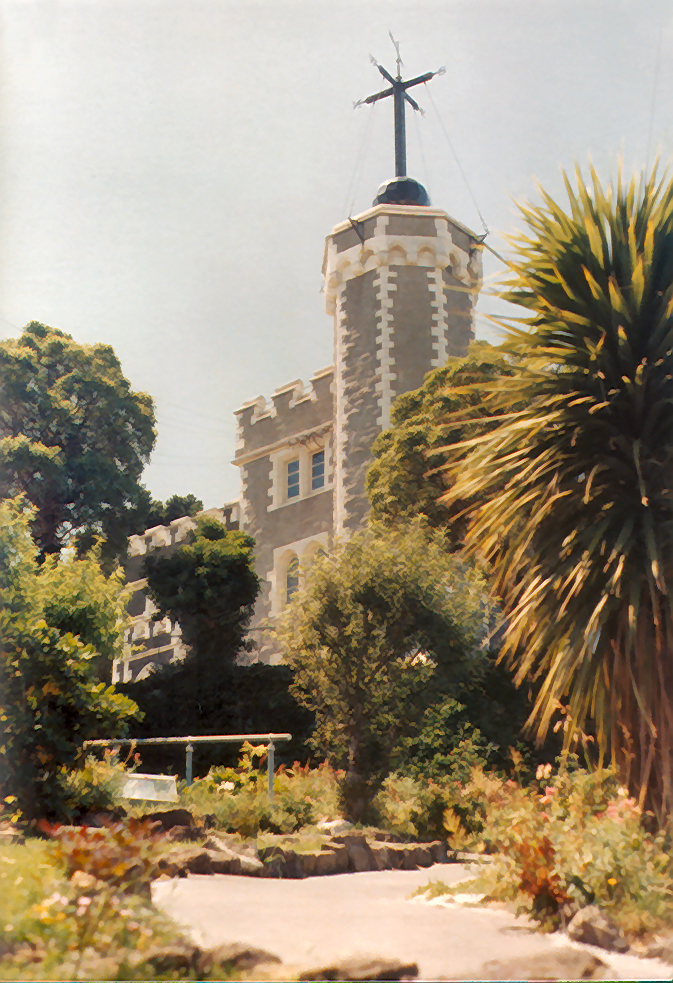
ニュージーランドのリトルトン港の報時球は、1876年から、グリニッジ標準時を港に停泊する船に知らせていた。リトルトン報時球局は、2010年から2011年にかけて地震で破壊されたが、2018年に再建され、運用を再開した。

1829年、イギリス海軍の艦長で発明家でもあるロバート・ウォーコップによって、報時球が初めてイギリスのポーツマスに初めて設置された。その後、リバプールなど英国の主要な港をはじめ、世界の海運界で報時球は活躍した。うち1つは、1833年にロンドンのグリニッジ天文台に王室天文官ジョン・ポンドによって設置さた。元々はテムズ川のトールシップがマリンクロノメーターを設定できるようにすることを目的にしたものであり、それ以来、報時球は毎日午後1時に落下していた。ウォーコップは、アメリカとフランスの大使がイギリスを訪れたときに、自らの計画を提出した。1845年、ワシントンDCにアメリカ海軍天文台が設立され、アメリカ初の報時球が運用を開始した。
日本においても、1903年に横浜と神戸で報時球が運用を開始し、1908年に門司、1923年に長崎、1924年に大阪にそれぞれ設置された。
報時球は通常、午後1時に落とされた（一方、米国では正午に落とされた）。約5分前に船の注意をひくために途中まで引き上げられ、その後2〜3分で完全に引き上げられた。報時は、球が底に達したときではなく、球が下降し始めたときをもってなされる。
しかし、1895年にグリエルモ・マルコーニが無線通信を実用化させると報時球は徐々に時代遅れになり廃止されていったが、第二次世界大戦前後までは現役のシステムであったと考えられる。
コンセプトの現代版として、1907年12月31日以来、大晦日のお祝いの一環としてニューヨーク市のタイムズスクエアで使用されている。午後11時59分から点灯したタイムズスクエア・ボールがワン・タイムズスクエアタワーの上のポールに60秒間下ろされ、年越しの瞬間に底に着くというものである。なお、1987年の大晦日では、閏秒を考慮して、落下時間が61秒に延長された（実際には、うるう秒は5時間前のUTC午前0時に世界中で適用されている）。このスペクタクルは、ウエスタンユニオンビルで稼働する報時球を見た主催者がインスパイアされて行われたものである。

## 世界の報時球
今日、60を超える報時球が残っているが、これらの多くはすでに機能していない。現存する報時球には次のものがある：

### オーストラリア
- クイーンズランド州ブリスベンのオールドウィンドミル
- 西オーストラリア州フリーマントル
- ニューサウスウェールズ州のシドニー観測所
- ニューサウスウェールズ州のニューキャッスル税関
- 南オーストラリア州のセマフォア
- ビクトリア州のウィリアムズタウン灯台

### カナダ
- ケベック市のシタデル

### ニュージーランド
1864年3月、ニュージーランドで初めての報時球がウェリントンに設立された。その後、1867年6月にポート・チャーマーズ、1874年10月にワンガヌイ、1876年12月にリトルトン、1888年にティマルーがこれに続いた。 1864年以降、オークランドの一部の人々が報時球を設置しようとしたが、1901年8月にフェリービルディングに常設の報時球が取り付けられるまで、当局は承認しなかった。

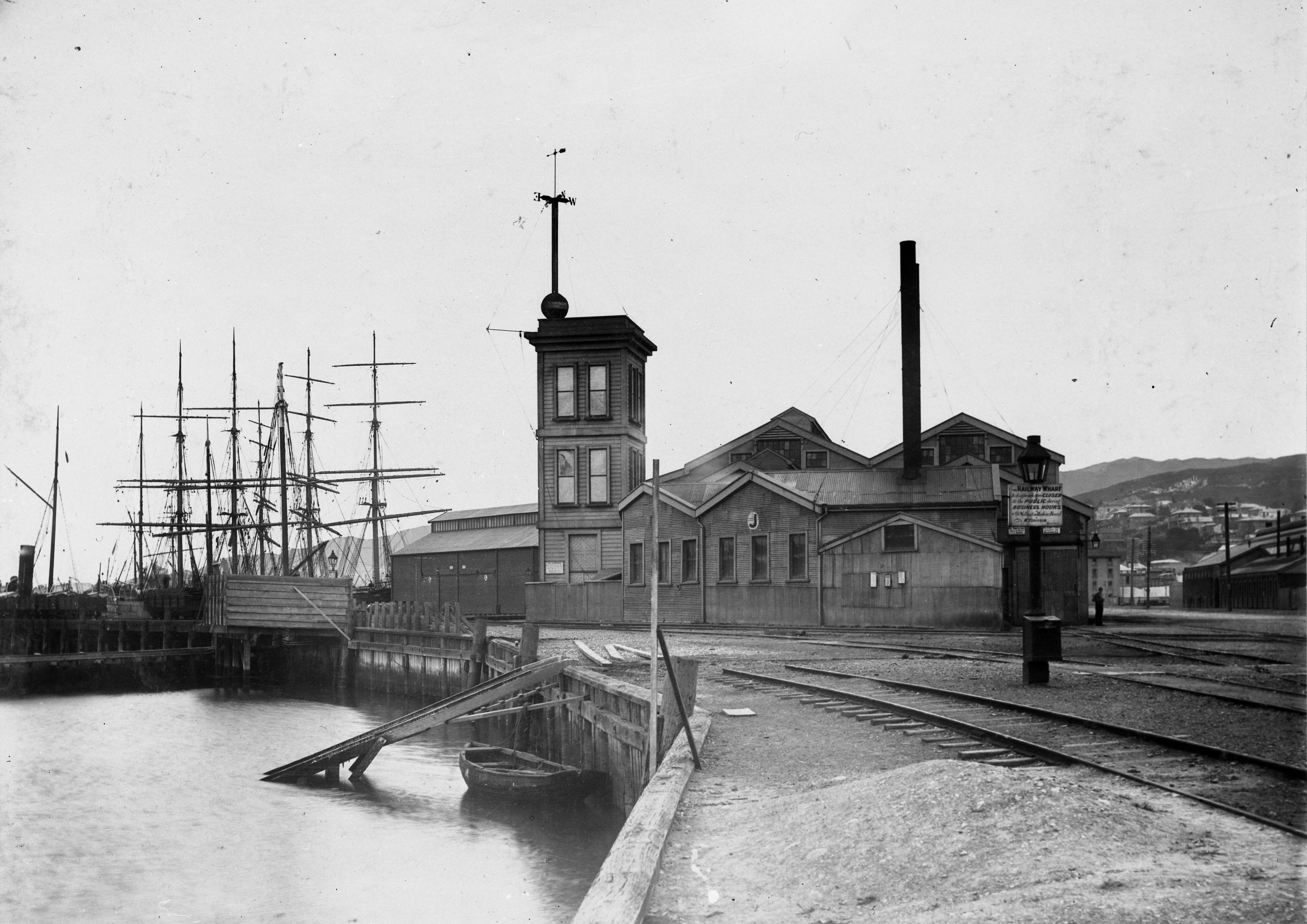
1900年頃、第二の場所での報時球の様子(J Shed, Wellington Woolstore,)。

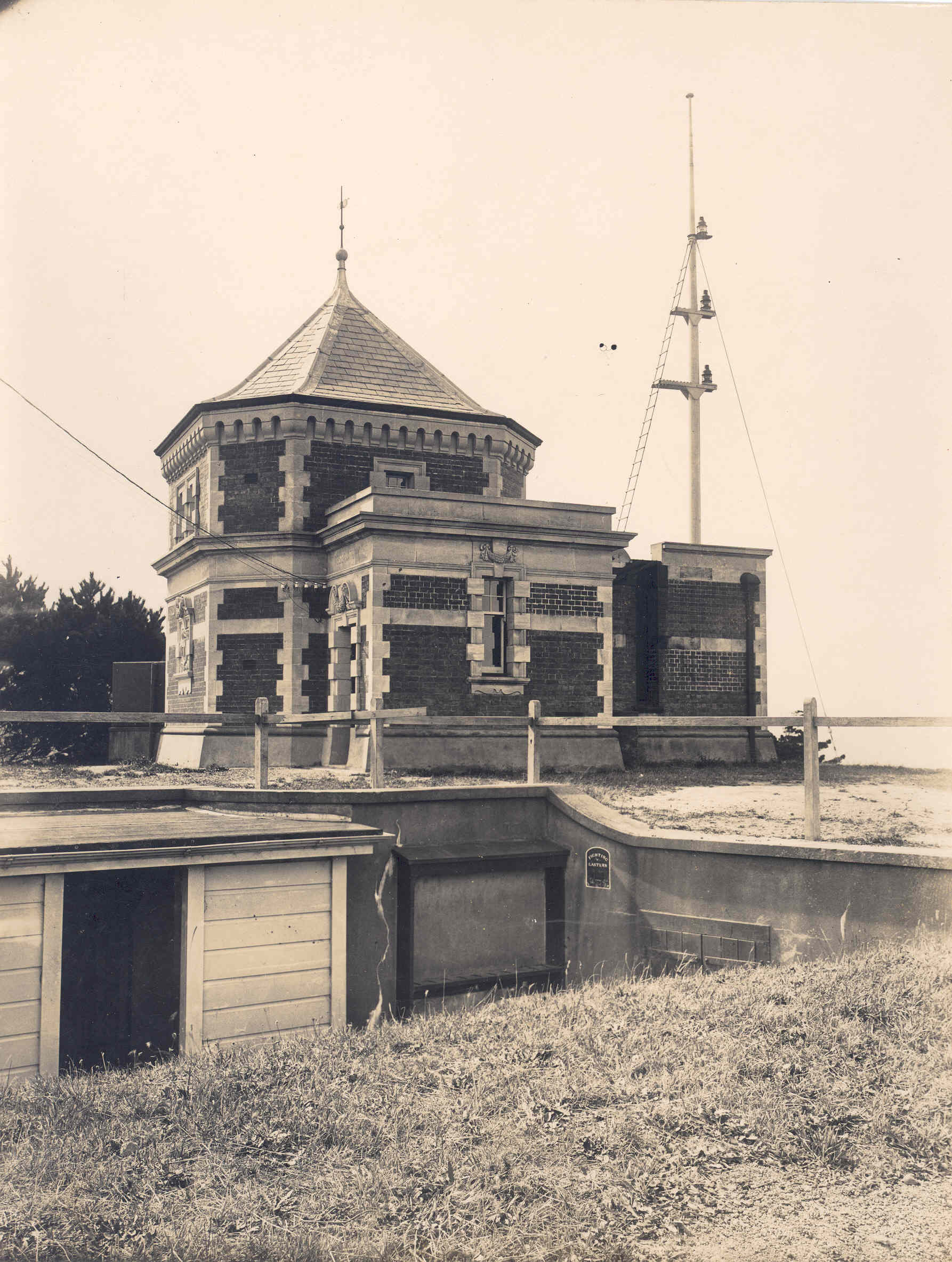
1913年頃のウェリントンのドミニオン観測所の時間信号

- ウェリントン

ウェリントンの報時球の運用は1864年3月に開始された。ドミニオン観測所から時刻情報を受け取り、それはリトルトンの報時球にも伝達された。ダニーデンは地元の観測所施設を利用した。
ウェリントンでは報時球が設置された場所が２箇所ある。最初に報時球はウェリントンのウォーターフロントにある税関の建物の上に1864年1月中旬に建立されたが、その後1888年にアキュムレータ塔に移設された。この建物と報時球は1909年3月9日に全焼した。
焼失後、ウェリントンの報時球を交換する代わりに、ドミニオン天文台に光学式の時間信号が導入された。この最初の記録は、1912年2月22日である。この方式は、1937年に新しい計時方法として無線信号が採用されるまで続けられた。
- ポート・チャーマーズ

1867年6月にポート・チャーマーズの観測点の上にオタゴ州議会によって設置された報時球は、当初日曜日以外の曜日の午後1時に稼働した。1877年10月に廃止されたものの、11人の船長からの懸念の声を受けて、1882年4月に週1回の運用が再開した。1910年に時報は廃止されたが、球は1931年まで警告装置として使用され続けた。1970年に撤去されたが、2020年に復元・再開された。
- リトルトン

1876年12月に設立されたニュージーランドのリトルトンにあるリトルトン報時球局は、2010年のカンタベリー地震で被害を受けるまで稼働していた。2011年2月のカンタベリー地震でさらに深刻な被害を受け、危険であることから2011年3月に建物を解体することが決定された。しかし、その後2011年6月13日リトルトン地域を襲った地震により塔が崩壊した。2012年11月、地域が検討したプロジェクトである塔の再建に貢献するため、多額の寄付金が寄せられた。2013年5月25日、塔と球が復元され、局の残りの部分を再建するために地域に対しさらなる寄付金が求められる旨が発表された。局は2018年11月2日に正式に再開された。

### ポーランド
- ポーランドのグダニスク[注釈 3]。

### 南アフリカ
- ケープタウンのビクトリア&アルフレッド・ウォーター・フロント

### スペイン
- カディスのサン・フェルナンドにあるスペイン海軍王立研究所・天文台（スペイン語版）では、毎日午後1時に報時球が稼働する。海上での計時技術の向上により、報時球は一度廃止されたが、20世紀後半に再び稼働している[23]。
- マドリッドのプエルタ・デル・ソルにあるレアル・カサ・デ・コレオス（スペイン語版）では、報時球を運営していた。今日では、新年を告げる鐘の音が間もなく始まることを示すためにのみ使用されている。スペインの主要なテレビネットワークがイベントを放送し、観客は伝統的な「12粒のブドウ（スペイン語版）」を食べる。

### イギリス
- イングランド
  - ディール報時球
  - マーゲート・クロック・タワー
  - グリニッジ天文台
  - リーズ報時球
  - キングストン・アポン・ハル - 市庁舎に設けられた唯一の海上時計。歴史は1918年にまでさかのぼり、英国で最も高い[24]。
- イースト・サセックス
  - ブライトン時計塔 - 当初は1時間ごとに運用されていたが、騒音が大きかったため、後に停止された[25]。
- スコットランド
  - エジンバラのネルソン記念碑

### アメリカ合衆国
- ワシントンDCのアメリカ合衆国海軍天文台
- ニューヨーク市のタイタニック記念公園
- プリマスのプリマス灯台

## ギャラリー

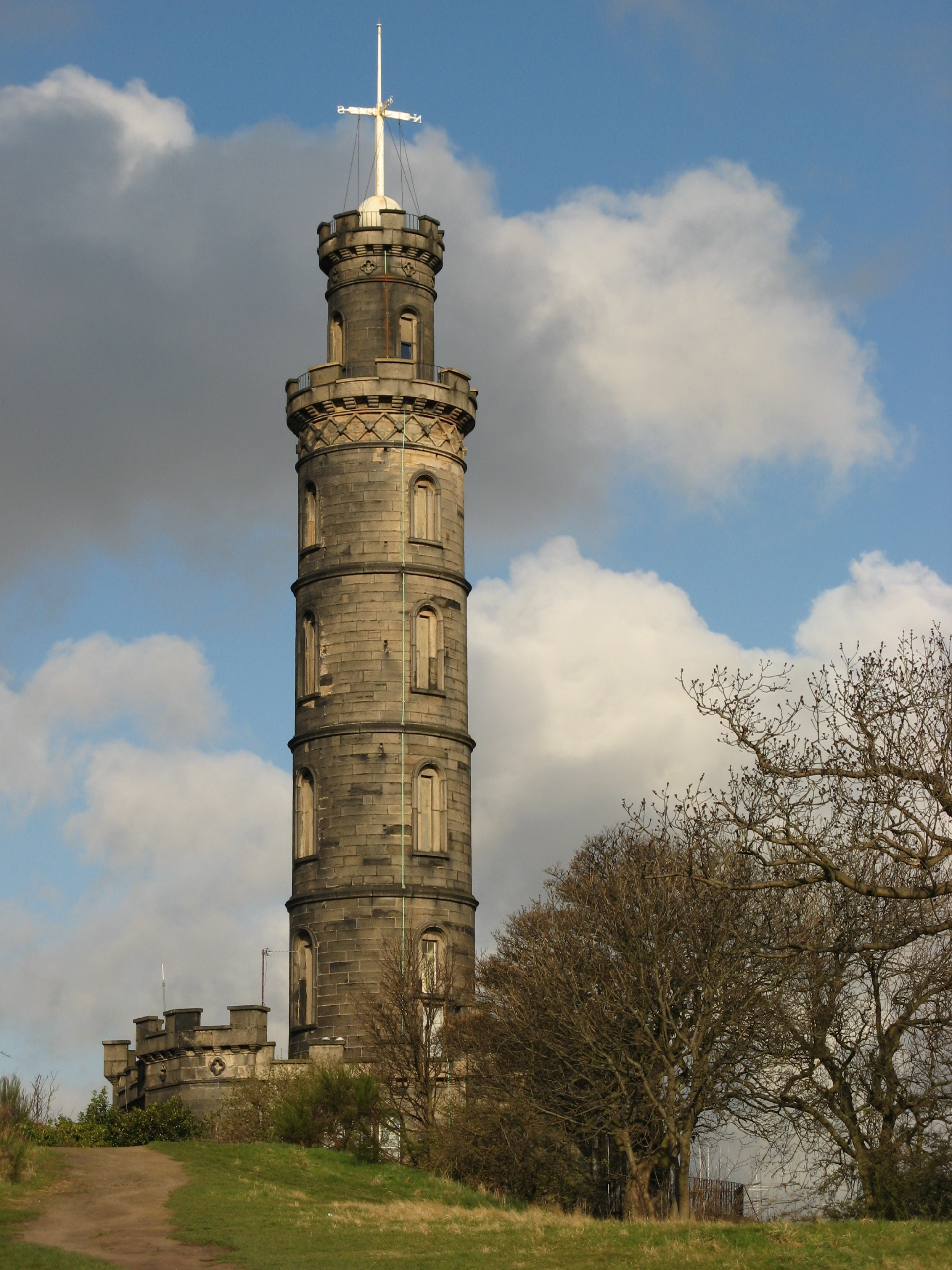
The Nelson Monument, Edinburgh, UK
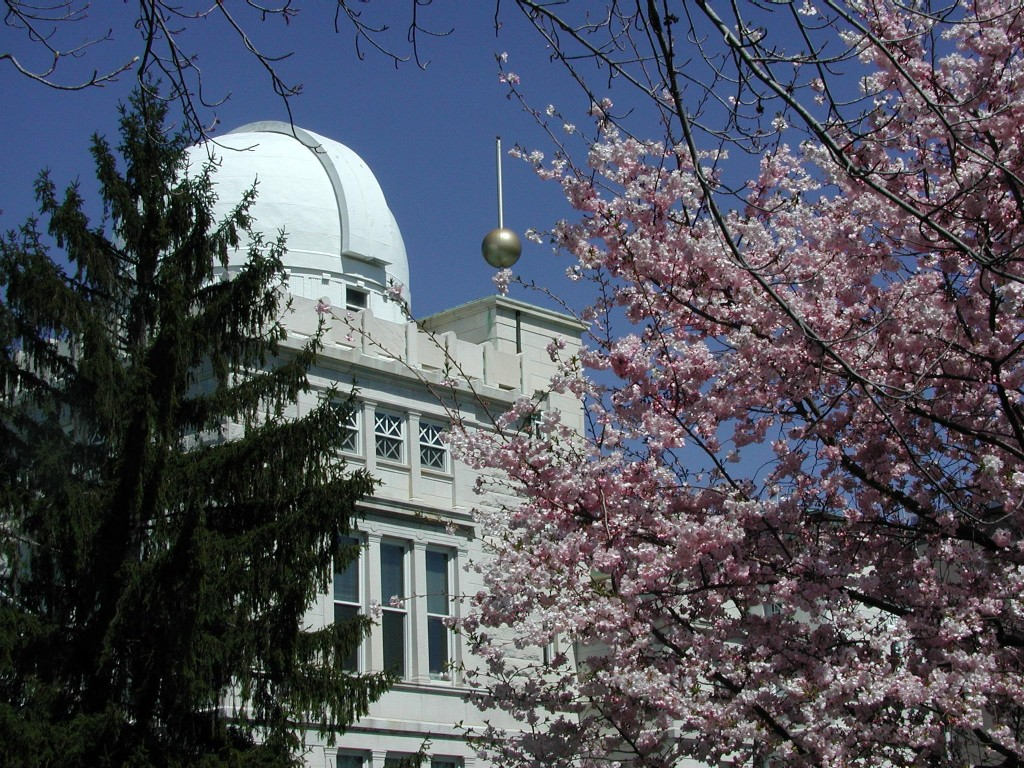
United States Naval Observatory, Washington, D.C., US
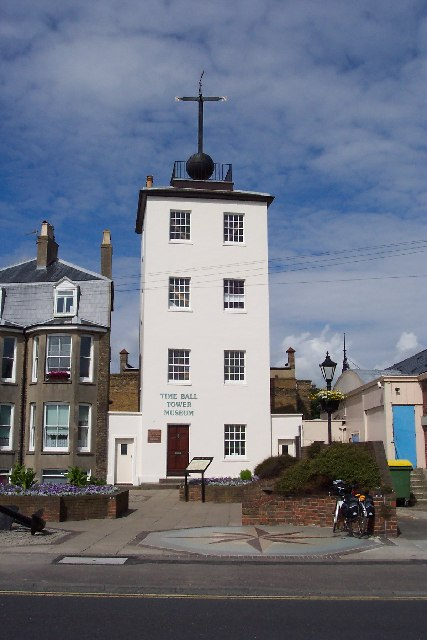
Deal Timeball, Deal, UK
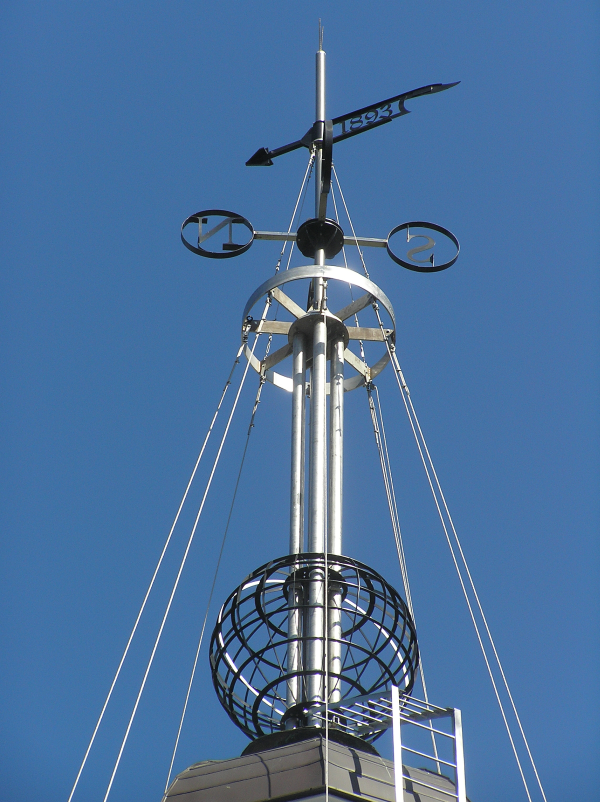
Gdańsk, Poland
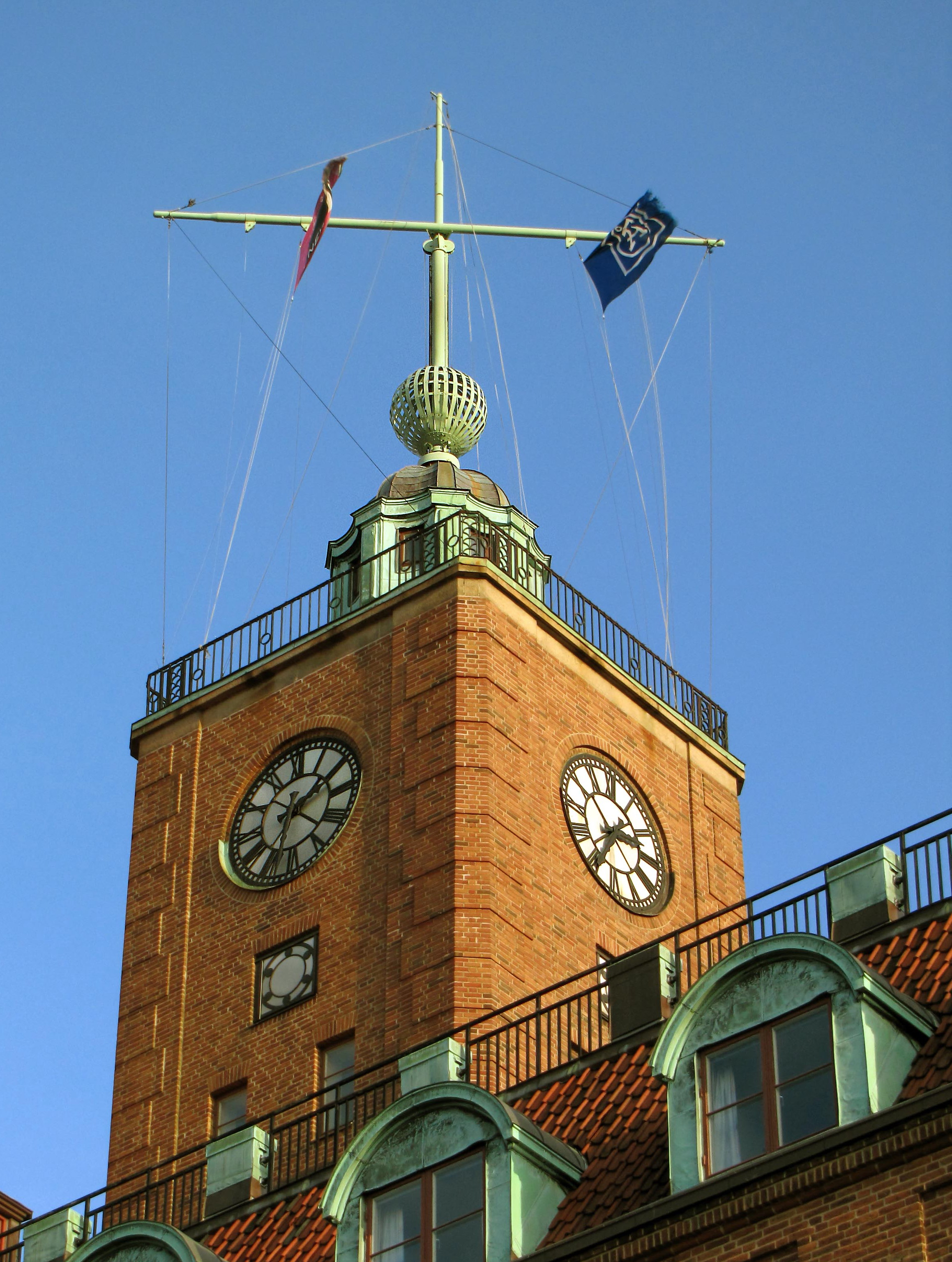
Gothenburg, Sweden
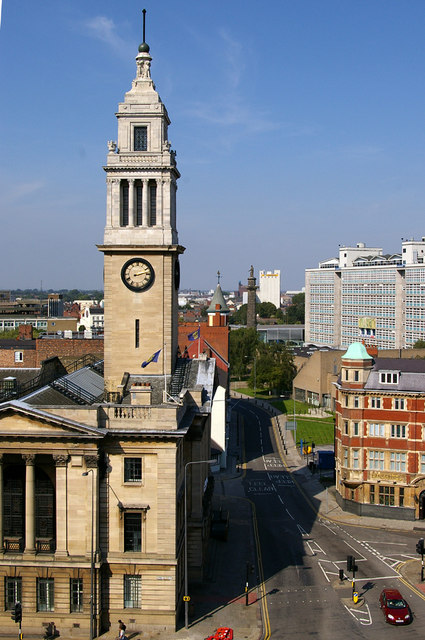
Guildhall, Kingston upon Hull, UK
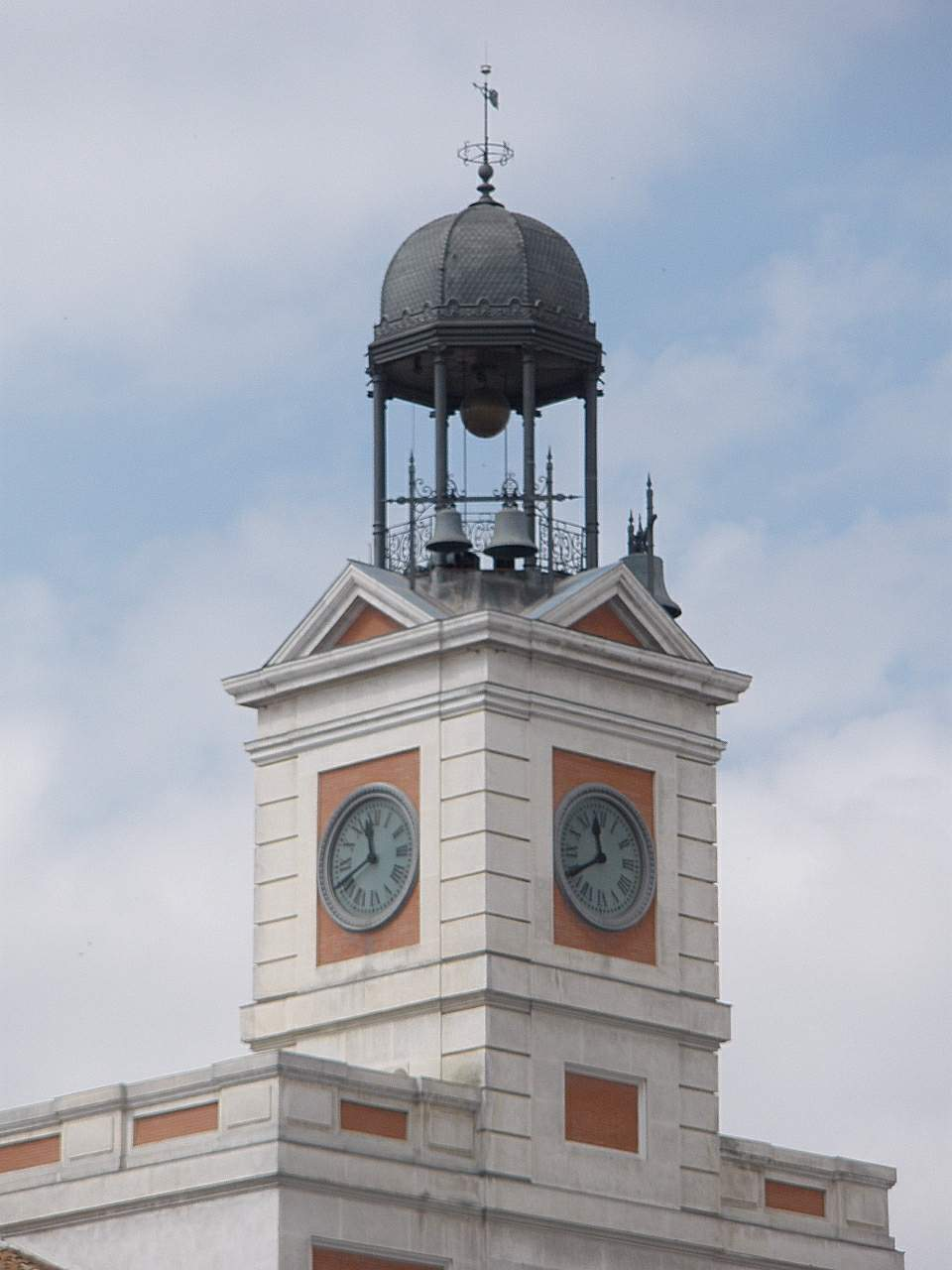
Royal House of the Post Office, Madrid, Spain
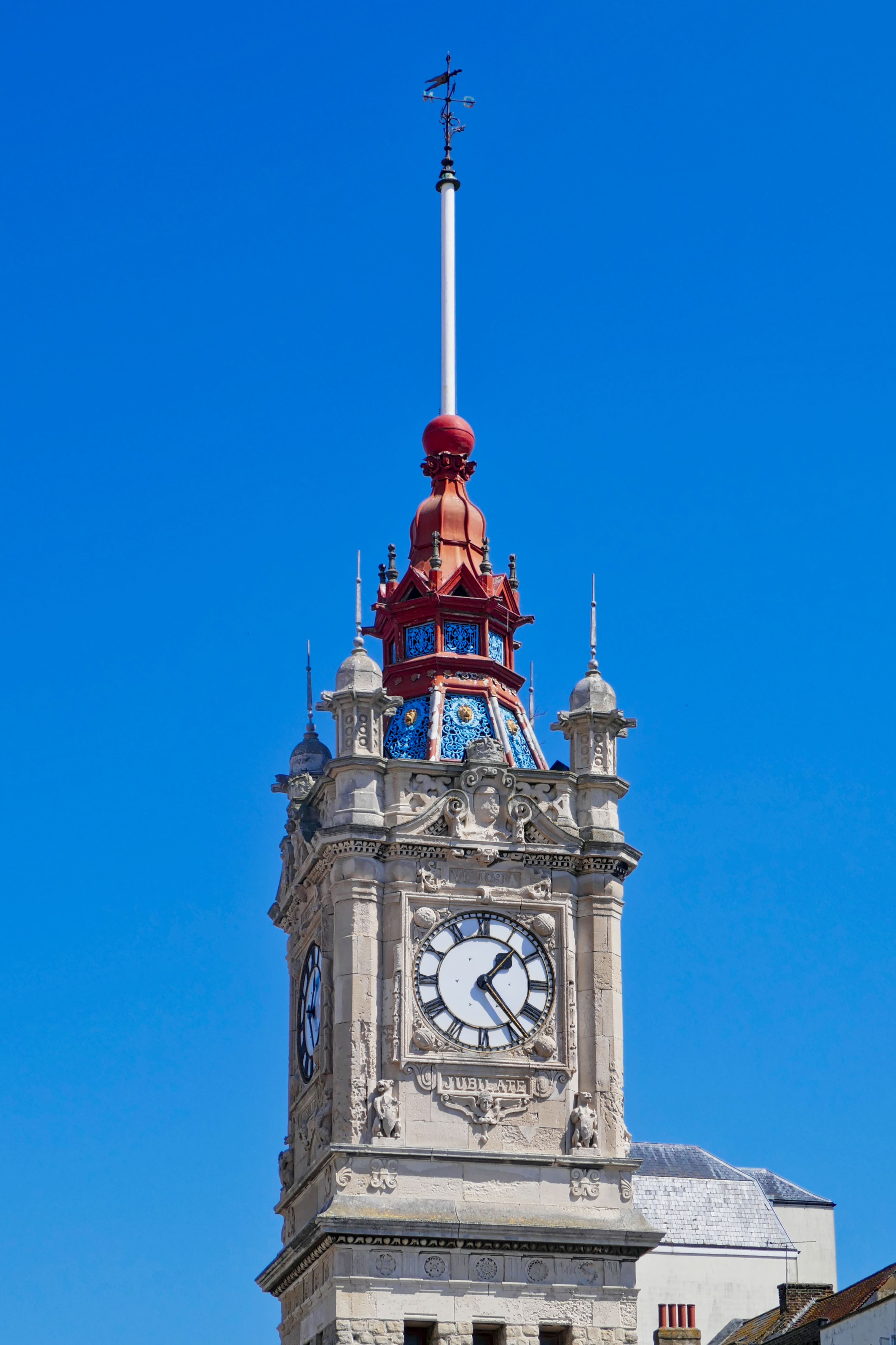
Clock tower, Margate, Kent, UK
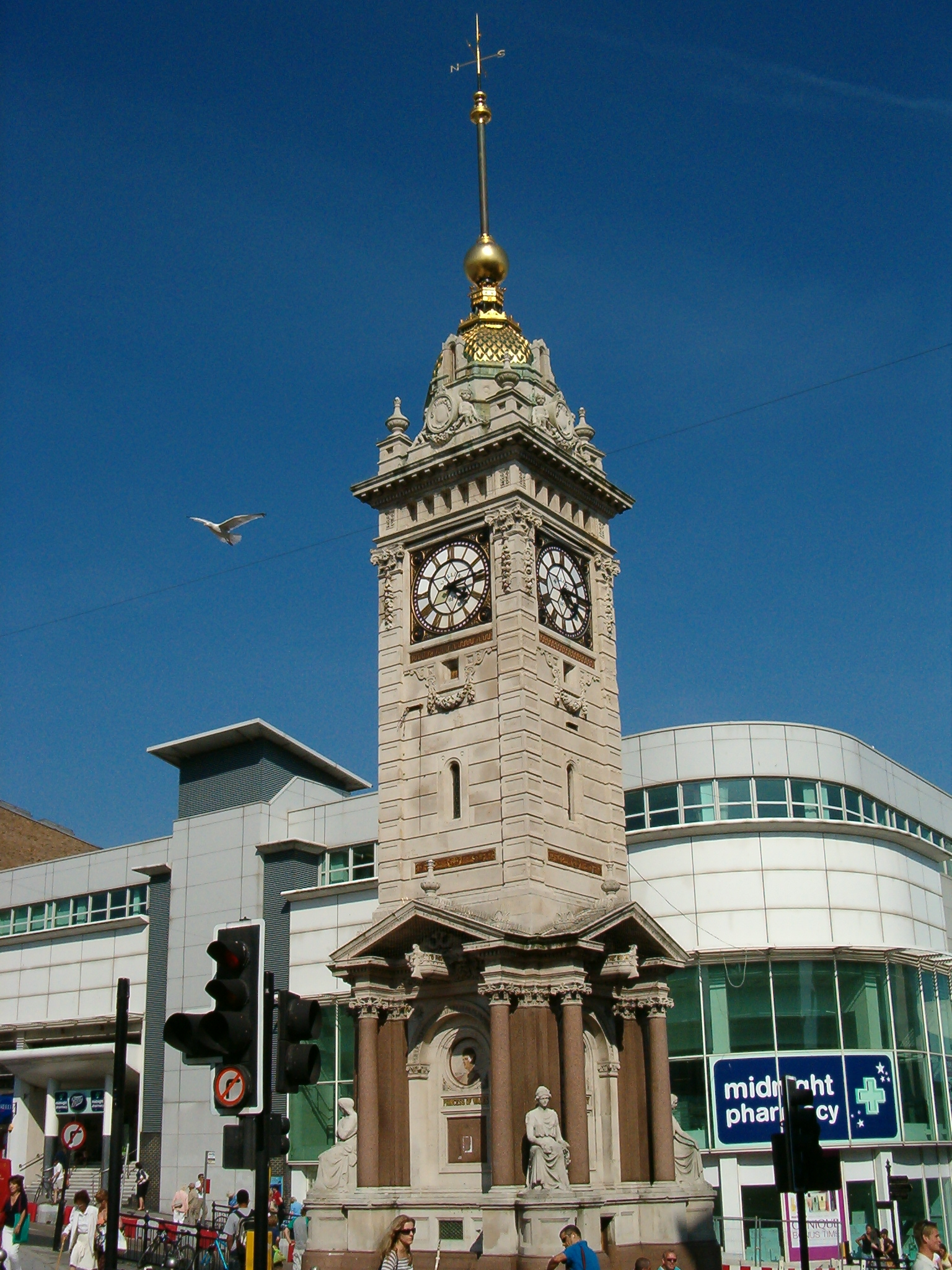
Clock tower, Brighton, UK
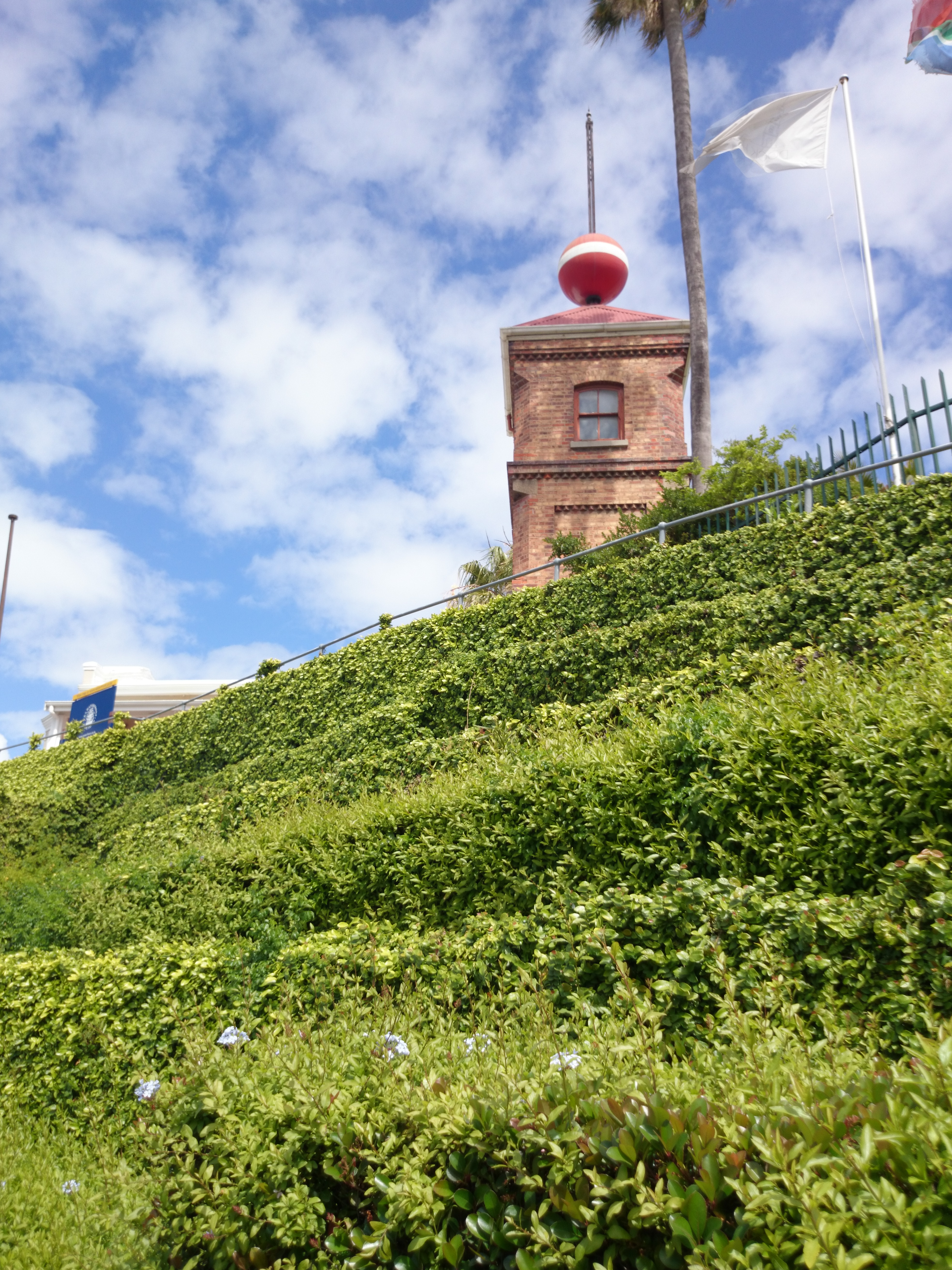
Time Ball, Cape Town, South Africa
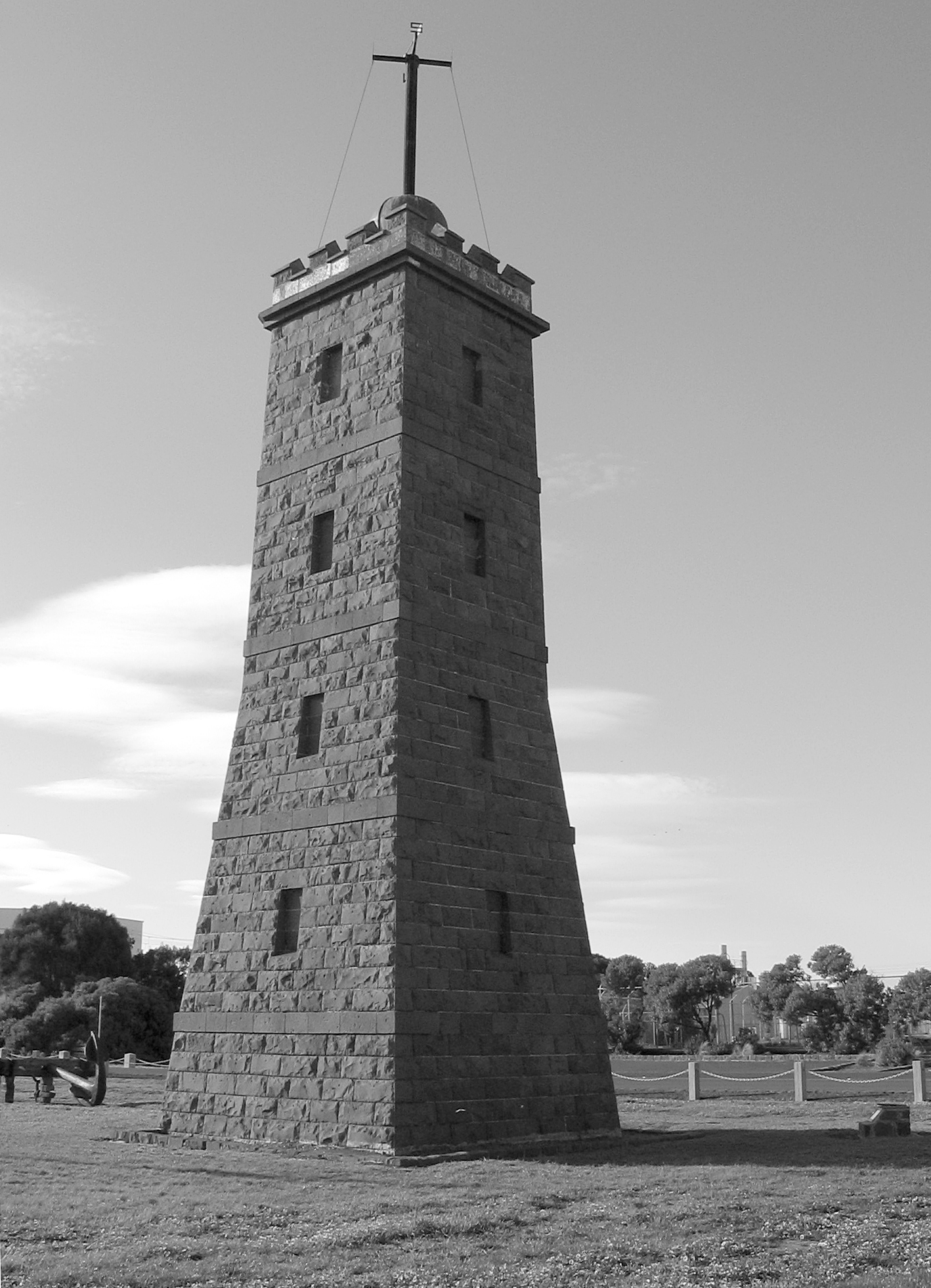
Time Ball, Williamstown Lighthouse, Victoria, Australia